# Léo Barré
Léo Barré (Le Chesnay, Francia, 20 de agosto de 2002) es un jugador profesional francés de rugby que se desempeña en la posición de fullback en Stade Français Paris, equipo perteneciente a la liga Top 14.

## Carrera
Barré es un jugador de formación francesa (JIFF). Comenzó su carrera deportiva con el equipo RC Versailles, en el cual jugó cinco temporadas (2009-2014), después pasó a Rugby Club Massy Essonne (2014-2020), luego a Stade Français Paris, donde lleva jugando cinco temporadas.